# Saint-Seurin-sur-l'Isle
Saint-Seurin-sur-l'Isle is een gemeente in het Franse departement Gironde (regio Nouvelle-Aquitaine). De plaats maakt deel uit van het arrondissement Libourne. Saint-Seurin-sur-l'Isle telde op 1 januari 2022 3.161 inwoners.

## Geografie
De oppervlakte van Saint-Seurin-sur-l'Isle bedroeg op 1 januari 2022 8,83 vierkante kilometer; de bevolkingsdichtheid was toen 358 inwoners per km².

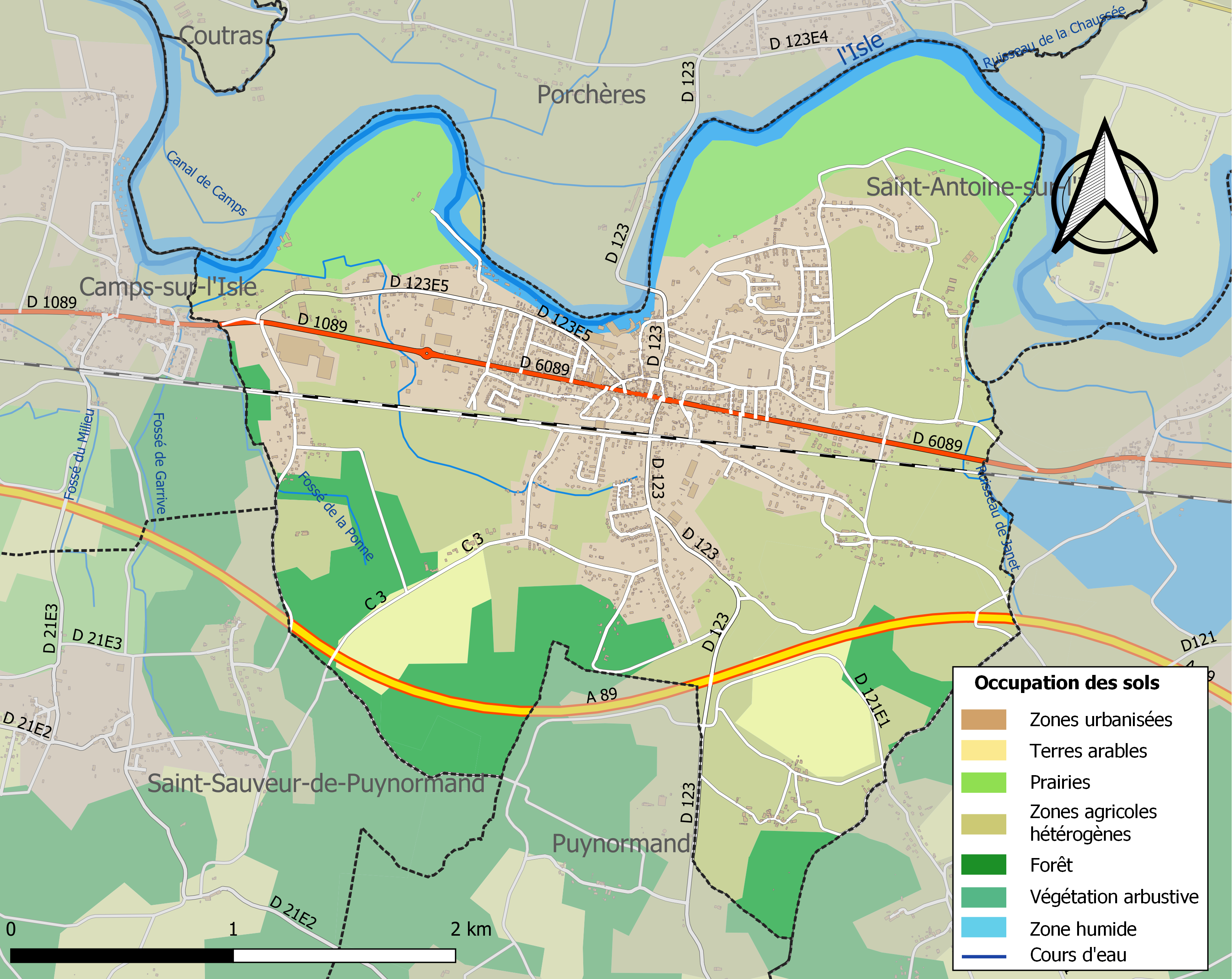
Kaart van de gemeente met belangrijkste infrastructuur, bodemgebruik en omliggende gemeenten

## Verkeer
In de gemeente ligt het spoorwegstation Saint-Seurin-sur-l'Isle.

## Demografie
Onderstaande figuur toont het verloop van het inwonertal (bron: INSEE-tellingen).